# 1978 en sociologie
| Années de la sociologie : 1975 - 1976 - 1977 - 1978 - 1979 - 1980 - 1981    |
| Décennies de la sociologie : 1940 - 1950 - 1960 - 1970 - 1980 - 1990 - 2000 |

Cet article présente les événements de l'année 1978 dans le domaine de la sociologie.

## Publications

### Livres
- Arnaldo Bagnasco, Marcello Messori, Carlo Trigilia, [Problematiche dello sviluppo italiano
- Ernest Gellner, State and Society in Soviet Thought
- Stuart Hall, Charles Critcher, Tony Jefferson, Brian Robert, John Clarke, Policing the Crisis
- Morris Janowitz, The Last Half-Century
- Nicos Panayiotou Mouzelis, Modern Greece Facets of Underdevelopment
- Nicos Poulantzas, State, Power and Socialism

## Congrès
- IXe congrès de l'Association internationale de sociologie — Uppsala, Suède.

## Naissances
- Shamus Khan, sociologue américain.

## Décès
- 15 novembre : Margaret Mead.

## Autres
- Amos H. Hawley devient président de l'Association américaine de sociologie.